# امانوئل زاماریون
امانوئل زاماریون (انگلیسی: Emanuele Zamarion؛ زادهٔ ۴ اوت ۲۰۰۰) بازیکن فوتبال اهل ایتالیا است.